# Mozarabische kroniek

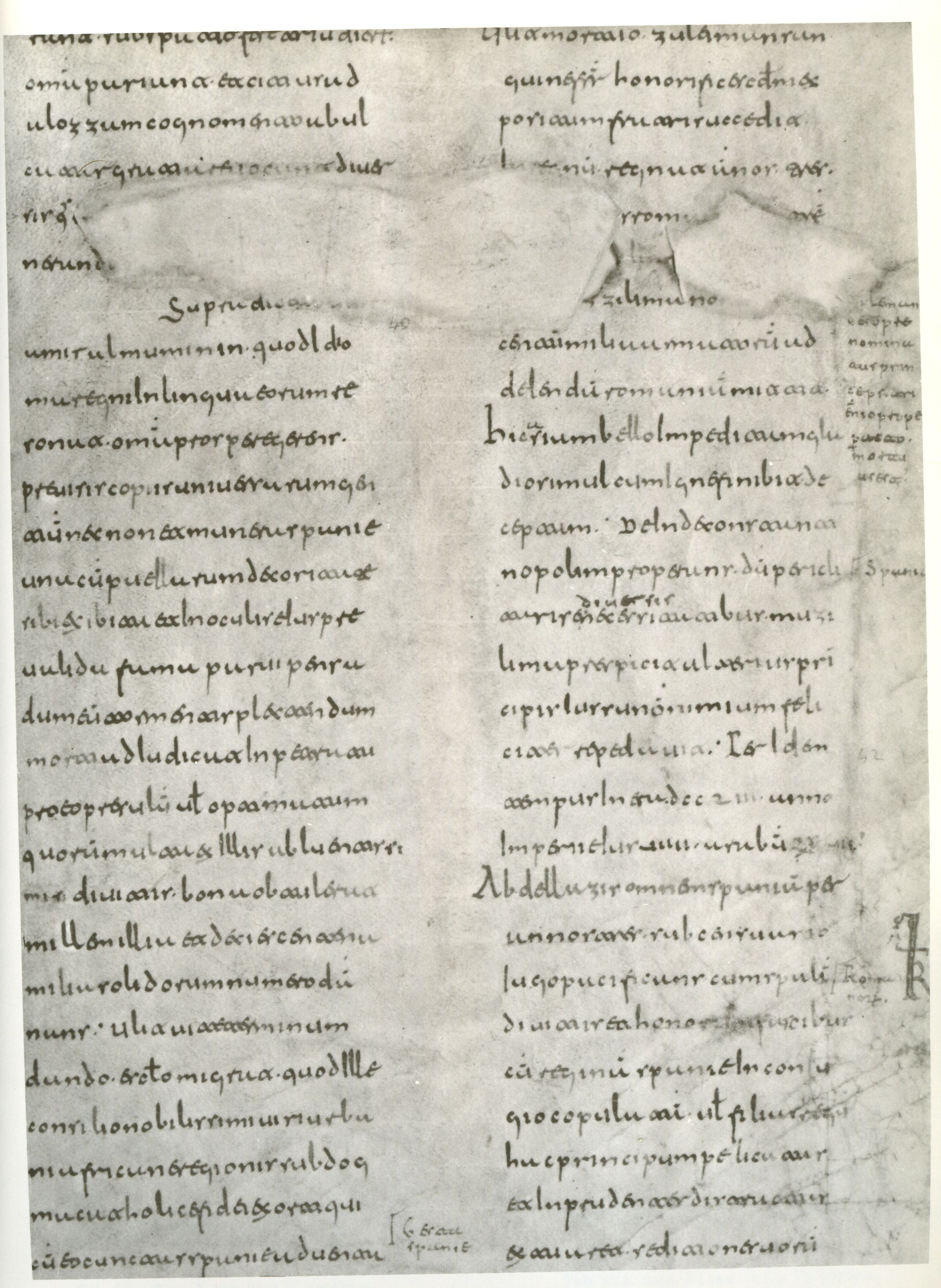
De Mozarabische kroniek in het Londen Handschrift, British Library, Egerton 1934, fol. 2r (8e/9e eeuw; Visigotisch schrift)

Mozarabische kroniek is een moderne benaming voor een anonieme Latijnse kroniek die oorspronkelijk in 754 geschreven werd door een christelijke geestelijke in al-Andalus (het door moslims bestuurde deel van het Iberisch Schiereiland). De auteur behoorde dus tot de Mozaraben; vandaar de naam van de kroniek die gangbaar is geworden. De historische waarde ervan wordt hoog aangeslagen omdat het een document is uit een bronnenarme tijd. De Mozarabische kroniek geldt als de betrouwbaarste bron over de eindfase van het Visigotische rijk en beschrijft de vernietiging ervan onder druk van de islamitische expansie. 
Het is de eerste tekst waarin de term Europeanen voorkomt (Europenses). Dit is in een passage over de Slag bij Poitiers (732), waarvan de Mozarabische kroniek een meer omstandige beschrijving biedt dan de overige bronnen.

## Uitgaven en vertalingen
- J. Gil (ed.), Corpus scriptorum Muzarabicorum, I, Madrid, 1973, pp. 15–54. ISBN 8400039106
- J.E.L. Pereira (ed.), Crónica Mozárabe de 754, Zaragoza, 1980. ISBN 8470131664 (Latijnse tekst en Spaanse vertaling)
- K.B. Wolf (ed.), Conquerors and Chroniclers of Early Medieval Spain, Liverpool, 19992, pp. 25–42 (inleiding), 111–160 (Engelse vertaling). ISBN 0853235546
- Continuatio Isidoriana Hispana a. DCCLIV, in T. Mommsen (ed.), Auctores antiquissimi 11: Chronica minora saec. IV. V. VI. VII. (II), Berlijn, 1894, pp. 323–369.